# 卡尔-约翰·伯恩哈特
卡尔-约翰·伯恩哈特（瑞典語：Carl-Johan Bernhardt，1946年3月8日—2016年3月16日），瑞典男子乒乓球运动员。他曾获得5枚欧洲乒乓球锦标赛金牌。